# Мексиканская овсянка
Мексиканская овсянка (лат. Xenospiza baileyi) — вид воробьиных птиц из семейства Passerellidae, единственный в одноимённом роде (Xenospiza). Видовое название дано в честь американского орнитолога Альфреда Маршалла Бейли (Alfred Marshall Bailey), который в 1931 году добыл образец вида для Аутрама Бэнгса (при этом первых птиц подстрелили, но не распознали еще в 1889 году).
Эндемик Мексики. Выделяют две популяции: южная популяция была открыта только в 1945 году, а северная некоторое время считалась исчезнувшей.
МСОП присвоил таксону охранный статус «Вымирающие виды» (EN).